# 雷梅尔方
雷梅尔方（法語：Rémelfang）是法国摩泽尔省的一个市镇，属于布莱摩泽尔区（Boulay-Moselle）布宗维尔县（Bouzonville）。该市镇总面积3.3平方公里，2009年时的人口为133人。

## 人口
雷梅尔方人口变化图示